# Nikoloz Gilauri
Nikoloz Zurabis „Nika“ Gilauri (gruzínsky: ნიკოლოზ [ნიკა] გილაური; * 14. února 1975, Tbilisi) je gruzínský politik, který od února 2009 do července 2012 zastával post gruzínského premiéra. V minulosti působil v řadě ministerských funkcích, jmenovitě například jako ministr energetiky, ministr financí či první místopředseda vlády.

## Biografie
Nika Gilauri se narodil v roce 1975 v Tbilisi. Po absolvování středoškolského vzdělání nastoupil na Tbiliské státní univerzitě na studium mezinárodních ekonomických vztahů. Během studií se dostal na zahraniční pobyty a ve Velké Británii získal v roce 1998 diplom z angličtiny na Bournemouth College. O rok později dokončil svá studia na Limerick University v Irsku, kde získal diplom z ekonomických a finančních studií. V letech 1999 až 2000 si vzdělání doplnil ve Filadelfii v USA na Temple University ziskem titulu MBA po absolvování oboru managementu mezinárodního obchodu.

### Kariéra před vstupem do politiky
Ještě před dokončením studií začal v roce 1999 pracovat pro dublinské mezinárodní finanční centrum jako manažer společnosti v oddělení správy aktiv podniku Invesco. Zde však brzy skončil, neboť se přesunul do Spojených států amerických do Filadelfie. Tam si při studiu našel místo ekonomického poradce ve Philadelphia Small Business Development Centre, kde měl na starosti projekty týkající se obnovitelných zdrojů energie.
Z Ameriky se po absolvování studií v roce 2001 vrátil zpátky do Gruzie, kde nastoupil v podobné pozici do Gruzínského Telecomu. O rok později nastoupil na tutéž pozici ve vedení španělského energetického podniku Iberdrola, jenž prováděl tou dobou v Gruzii průzkum gruzínského energetického trhu. Dále pracoval v letech 2002 až 2003 jako manažer pro gruzínský státní energetický podnik a pro irskou společnost SBE, a nakonec jako finanční kontrolor Gruzínských státních rozvodných závodů.

### Ve vládě
Nika Gilauri vstoupil v roce 2004 do politiky, když byl jmenován novým prezidentem Gruzie Michailem Saakašvilim do funkce ministra energetiky. Toho čekaly nelehké úkoly, kdy odstraňoval dlouhodobé problémy s výpadky proudu v zemi zavedením nezbytných reforem a také odstraňováním korupce v jeho resortu. Jeho reformy zahrnovaly přepsání energetických zákonů Gruzie, zavedení nového sazebníku cen. To si též vyžádalo tvrdá vyjednávání s velkými vlastníky výrobních prostředků energie, jako např. s ruským Gazpromem, SOCARem, Interem RAO a dalšími. V případě prvního jmenovaného se musel hodně snažit, neboť čelil z ruské strany vydírání v době, kdy se jednalo o nové smlouvě mezi Gruzií a Gazpromem na dodávky zemního plynu. V té době v roce 2006 totiž docházelo k zhoršování vztahů s Ruskem a hrozilo, že Gruzie na rok 2007 zůstane bez plynu, nebo bude muset zaplatit Gazpromu dvojnásobnou cenu. Také se spekulovalo, že by Gruzie přepustila správu své energetické infrastruktury Gazpromu úplně, avšak Gilauri novinářům na tuto otázku odvětil jedním slovem: "Nikdy". Gruzie totiž začala jednat o dodávkách plynu s jinými zeměmi, aby se zbavila energetické závislosti na Rusku, jež svou energetickou dominanci podle Gilauriho i premiéra Zuraba Nogaideliho zneužívá k politickým účelům, tedy s Íránem a s Ázerbájdžánem. Další důležitá jednání vedl též s Tureckem.
Po třech letech na ministerstvu energetiky se přesunul na post ministra financí, kde rovněž zaváděl programy na odstraňování korupce a zamezení netransparentních procesů. Ve vládě prosazoval zavedení reformy daňové legislativy s cílem zjednodušit ji a zamezit dvojímu zdanění. Tento nový daňový zákon dokončil i kvůli válečným událostem až v roce 2009, aby vytvořil spravedlivé prostředí pro podnikatele a zahraniční investory. Na začátku rou 2009 také snížil daň z příjmu z 20 na 15 %, tedy provedl přesný opak toho, co prováděli ministři financí v druhých zemích kvůli světové finanční krizi. Díky tomu byla gruzínská ekonomika schopna se celkem rychle vzpamatovat z recese, ale účinek nebyl okamžitý a Michail Saakašvili musel požádat spřátelené země o finanční pomoc.

### Premiér Gruzie
Krátce po uvedení výše zmíněných reforem totiž ze zdravotních důvodů rezignoval předseda vlády Grigol Mgaloblišvili, který Gilauriho doporučil jako svého nástupce. Tehdy měl před sebou obtížné úkoly, neboť reformy zaváděl v době, kdy HDP meziročně kleslo o 9 %, ale po zisku důvěry se pouštěl do dalších reforem hospodářství, kdy se mu do roku 2012 povedlo obnovit hospodářský růst a nalákat zahraniční investory, přičemž též uvedl v platnost legislativu ochraňující investice. Kvůli tomu též navštívil i Českou republiku, pátého největšího zahraničního investora, kde nabízel českým investorům podílet se na velkých energetických projektech a také připomněl, že se Gruzie může stát pro Česko tranzitní zemí v dodávkách ázerbájdžánského plynu. Spolu s tím též Niko Gilauri usiloval o přijetí Gruzie do NATO a evropských struktur.
Kromě pozvednutí hospodářství jeho vláda hodně investovala do výstavby nových nemocnic a do medicínského vzdělání, také do vzdělání v ostatních oborech. V roce 2012 však ve funkci premiéra skončil, když si Saakašvili s blížícím se funkčním obdobím vybral na tuto pozici dosavadního ministra vnitra Vana Merabišviliho, aby posílil svou pozici před blížícími se volbami.

### Odchod z politiky
Po svém odchodu z vlády a politiky zaujal místo ředitele fondu JSC Partnership, vlastněným státem, a začal se věnovat na volné noze také poradenstvím v oblasti gruzínského veřejného sektoru. Od prosince 2013 stojí v čele istanbulské pobočky holdingu Bank of Georgia.

## Osobní život
Je ženatý a jeho manželka je gruzínská modelka a účastnice soutěže Miss Gruzie 2004 jménem Marine Šamugijová-Gilaurijová.